# Saros Körfezi
Saros Körfezi – zatoka Morza Egejskiego, położona u wybrzeży Turcji (prowincje Çanakkale i Edirne), pomiędzy Tracją (na północy) a półwyspem Gallipoli (na południu). Jest to klinowato ukształtowana zatoka o przebiegu równoleżnikowym, zwężająca się ku wschodowi. Ma 55 km długości i 30 km szerokości. Ze względu na niewielkie zaludnienie terenów wokół akwenu oraz brak fabryk, zatoka należy do najczystszych części Morza Egejskiego. Głównymi źródłami wody słodkiej i osadów uchodzących do zatoki są rzeka Marica na północnym zachodzie oraz potok Kavak na wschodzie. Zatoka charakteryzuje się asymetryczną batymetrią, z szelfem o szerokości 10 km na północy oraz osiągającym 15 km szerokości i 700 m głębokości rowem na południu. Cyrkulacja wód w zatoce przebiega głównie wzdłuż wybrzeża i obejmuje antycyklonalne wiry. W okresie letnim do południowej części zatoki napływają wody Morza Czarnego, opuszczające Morze Marmara przez cieśninę Dardanele. W starożytnej Grecji nazywano ją Zatoką Melas (stgr. Μέλανας κόλπος, Mélanas γlpos). W zatoce kończy się uskok północnoanatolijski. Nad zatoką położonych jest jedynie kilka niewielkich miejscowości, takich jak Sultaniça, Büyükevren, Erikli, Mecidiye i Evreşe. Ich łączna liczba mieszkańców nie przekracza 10 000. 